# Stormhatt (adelsätt)

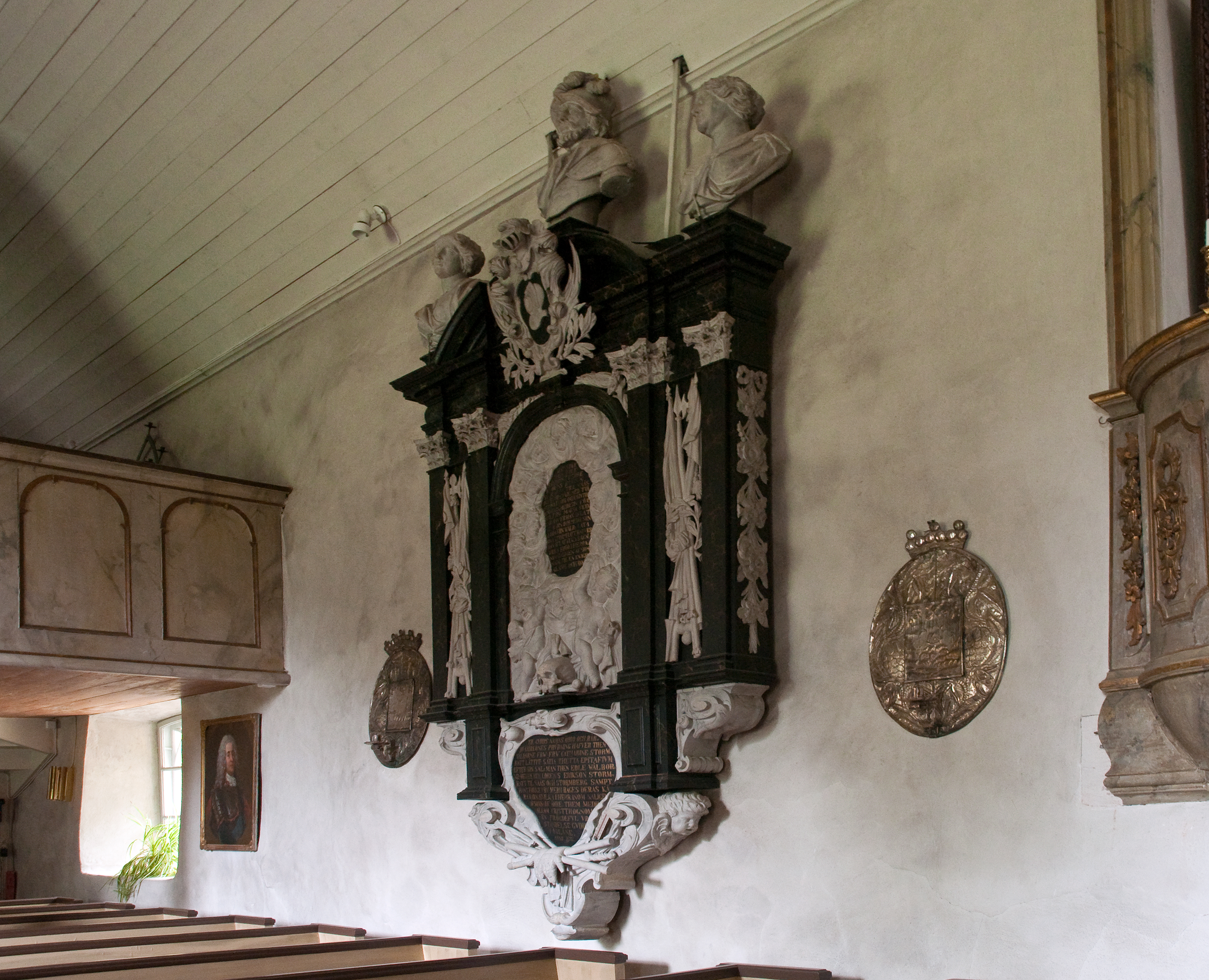
Lorens Stormhatts epitafium i Bärbo kyrka.

Stormhatt var en adlig ätt, troligen utslocknad 1676.
Lorens (Lars) Eriksson, född 1588 i Stormberg på Nääs säteri, i Bärbo socken adlades Stormhatt år 1643. Han avled den 18 oktober 1657 i Nyköping och begravdes i Bärbo kyrka.
Lorens Stormhatt var kommendant på Nyköpingshus och herre till Nääs. Han var gift två gånger. Första hustrun var Maria Fiedler och hans andra Catharina Håkansdotter. 
Carl Adolf Stormhatt stupade i slaget vid Lund och slöt sannolikt ätten.

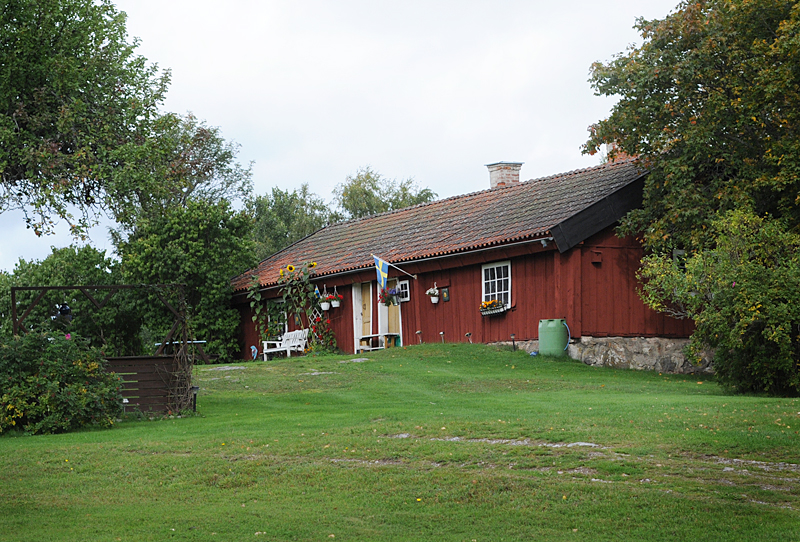
Stormberg i Bärbo socken 2011. 2023 Bilden visar två ditflyttade uthus från annan gård. Endast två flyglar står kvar på tomten. En gammal byggnad är flyttad till Nääs säteri.